# Limonlu Çayı
Der Limonlu Çayı ist ein Fluss in der historischen Landschaft Kilikien in der heutigen Provinz Mersin in der Süd-Türkei.
Der Fluss entspringt am Yüğlük Dağı im Taurusgebirge und fließt durch tief eingeschnittene Schluchten nach Südwesten, um bei Limonlu im Landkreis Erdemli ins Mittelmeer zu münden. Auf etwa halber Strecke kommt von Westen der Nebenfluss Susama Deresi dazu.
Im Ort Limonlu liegt, etwa 500 Meter westlich der Mündung, auf einem flachen Hügel am rechten Ufer die mittelalterliche Burg Lamos Kalesi. Unterhalb der Burg überquert eine Brücke aus spätosmanischer Zeit den Fluss, wahrscheinlich gab es an der Stelle bereits einen römischen Vorgängerbau. Nördlich des Ortes sind Reste eines Aquädukts erkennbar, der Wasser vom Fluss zu den westlich gelegenen antiken Orten Elaiussa Sebaste und Korykos leitete.

## Geschichte
Der antike Name des Flusses war Lamos (altgriechisch Λάμος, latinisiert Lamus), der arabische lautete al-Lāmis. Als Lamos wird er zusammen mit dem gleichnamigen Küstenort, dem heutigen Limonlu, bei Strabon erwähnt. Der Fluss bildete in der Antike die Grenze zwischen dem Ebenen Kilikien (Kilikia Pedias) im Osten und dem Rauen Kilikien (Kilikia Tracheia) im Westen. Später trennte er das byzantinische Thema Seleukeia (Silifke), die Kleisoura genannte Grenzregion des Reiches, vom arabischen Gebiet östlich des Flusses. Nahe der Mündung fanden im 9. und 10. Jahrhundert zahlreiche Treffen zwischen Byzantinern und Muslimen zum Austausch oder Freikauf von Gefangenen statt. Laut Hellenkemper und Hild war die erste dieser Zusammenkünfte bereits 797, nach anderen Quellen erst 805 in der Regierungszeit des Kalifen Hārūn ar-Raschīd und des byzantinischen Kaisers Nikephoros I. Dabei wurden innerhalb von zwölf Tagen 3700 arabische Gefangene freigelassen. Der letzte Gefangenenaustausch fand 946 unter den Herrschern Konstantin VII. auf byzantinischer und al-Mutīʿ auf muslimischer Seite statt. 2482 Muslime beiderlei Geschlechts erlangten dabei die Freiheit, 230 blieben in Gefangenschaft. Spätere Treffen fanden nicht mehr am Lamos statt, da er danach zum byzantinischen Territorium gehörte.